# 生煎馒头

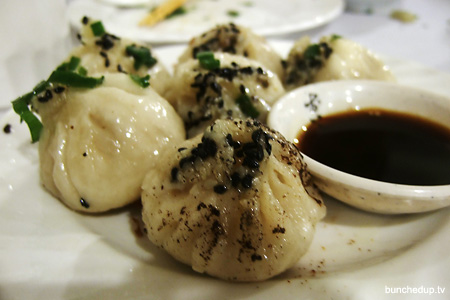
美国加州圣马特奥一上海餐馆烹饪的生煎馒头

生煎饅頭（沪语发音：sanci moedeu）是流行于上海、苏州及其他江南地区的一種传统小吃，簡稱為生煎；亦称生煎包，类似于锅贴和水煎包，為煎熟了的有餡饅頭（包子）。
生煎饅頭的餡料通常使用猪肉，也可用雞肉作原料，在一些考究的店家研发了蝦肉、蟹肉等餡料。 生煎的成品色白，皮薄軟鬆、焦底酥脆，咬嚼時有芝麻及蔥香味，配以雞鴨血湯、咖喱牛肉汤或油豆腐粉丝汤，是上海人的传统早餐之一，同时也是苏州有名的点心。
上海的生煎名店有王家沙点心店、萝春阁、大壶春、东泰祥、蔡记生煎。

## 历史
生煎饅頭起源于20世纪初叶的苏州，于二十年代流入江浙其他地区，一般在老虎灶（开水间）隔壁，开一爿半开间门面的小店，店门口立着由柏油桶改製的炉子，上面置一口铸铁平底锅，里面是一张长条形的台板，成为了生煎店铺的雏形。后来，黄楚九将生煎引入其开设的萝春阁茶馆，成為招牌美食。最早的生煎饅頭都是由老虎灶和茶楼兼营的一种小吃，随着生煎饅頭在上海广受欢迎，自1930年代起出现了专营生煎的店铺。

### 生煎派别
- 混水生煎
目前较为盛行，以鮮豬肉加肉皮凍為主，面皮为死面。早期以「萝春阁生煎」最为代表，如今在上海知名的丰裕生煎、小杨生煎和德志生煎也属于这类。[3]
- 清水生煎
在馅料中不添加肉皮冻，面皮使用发面。以创始于1932年的「大壶春」最出名，乔家栅食府、王家沙点心店等老字号都有售卖。苏州地区早年以开业于1911年的吴苑茶馆所售卖的生煎饅頭最为出名，[4]如今知名的清水生煎馒头店有哑巴生煎、大阿二生煎铺、老大坊生煎、矮脚楼生煎等老字号。

## 蘸料与烹饪
通常是上海米醋或是鎮江醋，既开胃也能去油腻，也有食客喜歡配以辣椒醬或辣酱油以增加口感。传统生煎饅頭为「一两四只」，随着需求越来越旺，生煎包子的个头也越做越大，以至由传统的「一两四个」变成「一两一个」，一般饮食店的生煎一客（四只）起买。
生煎饅頭的肉馅以选用七成瘦肉的夹心肉为最佳，加上鸡蛋、水、盐、料酒、香油、葱花、姜末等调制好。特殊的肉馅调配时会掺入蟹肉，香菇等。将面粉加适量水和进老酵面，揉至面团柔韧不粘手为止，发酵约半小时，放少许碱水再揉搓数遍，搓为长条，切成小剂，然后压扁成中间略厚边皮较薄的圆片。将面皮放入肉馅包成有皱折的小馒头，顶部沾少许芝麻，；平底锅倒入食用油烧热，将生煎饅頭放入锅内，邊煎邊噴水數次，直至底面呈金黄色硬而脆，周边及上部稍软即可出鍋，再撒上少许葱花。食时，皮有脆有绵，馅亦烂亦酥。

## 图片册
- 美国加州圣盖柏一家中餐厅烹饪的生煎馒头
- 上海街边餐饮店大煎锅中的生煎饅頭
- 一碟上海小杨生煎
- 在中国大连饮食店内售卖的生煎
- 台湾台北士林夜市内的上海生煎档
- 日本东京一中华料理店内烹饪的生煎
- 菲律宾的YuJian佑健中餐厅主营生煎SENJEN